# (4552) Nabelek
(4552) Nabelek (1980 JC) – planetoida z pasa głównego asteroid okrążająca Słońce w ciągu 3,16 lat w średniej odległości 2,15 j.a. Odkryta 11 maja 1980 roku.